# Problema della misura
In meccanica quantistica, con problema della misura si intende il problema di come (o se) si verifica il collasso della funzione d'onda. L'incapacità di osservare direttamente tale collasso ha dato origine a diverse interpretazioni della meccanica quantistica e pone una serie di domande cruciali alle quali ciascuna interpretazione deve rispondere. 
La funzione d'onda in meccanica quantistica evolve in modo deterministico secondo l'equazione di Schrödinger come una sovrapposizione lineare di diversi stati. Tuttavia, l'effettiva misura trova sempre il sistema fisico in uno stato definito. Ogni evoluzione futura della funzione d'onda si basa sullo stato in cui il sistema viene trovato quando viene fatta la misura, il che significa che la misura ha "fatto qualcosa" al sistema che non è in modo ovvio una conseguenza dell'evoluzione secondo Schrödinger. Il problema della misura è il descrivere cosa sia quel "qualcosa", come una sovrapposizione di molti valori possibili diventa un singolo valore misurato.
Per esprimere il concetto in maniera diversa (parafrasando Steven Weinberg), l'equazione d'onda di Schrödinger determina la funzione d'onda nei tempi successivi. Se gli osservatori e il loro apparato di misura sono essi stessi descritti da una funzione d'onda deterministica, perché non possiamo predire i risultati precisi delle misure, ma solo probabilità? Come domanda generale: Come si può stabilire una corrispondenza tra la realtà classica e quella quantistica?

## Gatto di Schrödinger
Un esperimento mentale spesso usato per illustrare il problema della misura è il cosiddetto paradosso del gatto di Schrödinger. Un meccanismo è programmato per uccidere un gatto se un evento quantistico, come il decadimento di un atomo radioattivo, accade. Pertanto il destino di un oggetto macroscopico, il gatto, è intrecciato con il destino di un oggetto quantistico, l'atomo.  Prima dell'osservazione, secondo l'equazione di Schrödinger e molti esperimenti di particelle, l'atomo è in una sovrapposizione quantistica, una combinazione lineare degli stati decaduto e non decaduto, che evolve con il tempo. Pertanto anche il gatto deve vivere in una sovrapposizione, una combinazione lineare degli stati che possono essere caratterizzati come un "gatto vivo" e stati che possono essere caratterizzati come un "gatto morto". Ciascuna di queste possibilità è associata ad una specifica ampiezza di probabilità non nulla. Tuttavia, una  singola, osservazione particolare del gatto non trova una sovrapposizione: trova sempre o un gatto vivo o un gatto morto. Dopo la misura il gatto è definitivamente vivo o morto. La domanda è: come vengono convertite le probabilità in un esito classico reale e ben definito?

## Interpretazioni
L'interpretazione di Copenaghen è l'interpretazione della meccanica quantistica più vecchia e probabilmente ancora la più affermata. Più in generale, essa postula che qualcosa nell'atto dell'osservazione provochi il collasso della funzione d'onda. Come questo possa succedere è largamente dibattuto. In generale, i fautori dell'interpretazione di Copenaghen tendono ad essere impazienti con le spiegazione epistemiche del meccanismo. Questa attitudine è spesso riassunta nel mantra "Zitto e calcola!" ("Shut up and calculate!").
L'interpretazione a molti mondi di Hugh Everett tenta di risolvere il problema proponendo che esista una sola funzione d'onda, la sovrapposizione dell'intero universo, e non collassa mai—così non c'è il problema della misura. Invece, l'atto della misura è semplicemente un'interazione tra entità quantistiche (ad esempio osservatore, strumento di misura, elettrone/positrone ecc.) che si intrecciano per formare una singola entità più grande, per esempio gatto vivo/scienziato contento. Everett tentò anche di dimostrare come la natura probabilistica della meccanica quantistica apparirebbe nelle misure; lavoro poi espanso da Bryce DeWitt.
L'interpretazione di Bohm (o teoria di De Broglie–Bohm) cerca di risolvere il problema della misura in maniera molto diversa: l'informazione che descrive il sistema non contiene solo la funzione d'onda, ma anche dati supplementari (una traiettoria) che danno la posizione della particella (o particelle). Il ruolo della funzione d'onda è generare il campo di velocità per le particelle. Queste velocità sono tali che la distribuzione di probabilità per la particella rimanga coerente con le previsioni della meccanica quantistica ortodossa. Secondo l'interpretazione di Bohm, l'interazione con l'ambiente durante un processo di misura separa i pacchetti d'onda nello spazio delle configurazioni, che è da dove deriva l'apparente collasso della funzione d'onda, sebbene non ci sia alcun collasso effettivo.
La teoria Ghirardi-Rimini-Weber (GRW) differisce dalle altre teorie di collasso perché propone che il collasso della funzione d'onda avviene spontaneamente. Le particelle hanno una probabilità non nulla di subire un "colpo",  o collasso spontaneo della funzione d'onda, nell'ordine di una volta ogni cento milioni di anni. Sebbene il collasso sia estremamente raro, il gran numero di particelle in un sistema di misura significa che la probabilità che avvenga un collasso da qualche parte nel sistema è alta. Siccome l'intero sistema di misura è intrecciato (per l'entanglement quantistico), il collasso di una singola particella avvia il collasso dell'intero apparato di misura.
Erich Joos e Heinz-Dieter Zeh sostengono che il fenomeno della decoerenza quantistica, che fu posto su basi solide negli anni ottanta, risolve il problema. Il concetto è che l'ambiente è la causa l'aspetto classico degli oggetti macroscopici. Zeh inoltre afferma che la decoerenza rende possibile identificare il confine sfumato tra il micro-mondo quantistico e il mondo nel quale si applica l'intuito classico. La decoerenza quantistica fu proposta nel contesto dell'interpretazione a molti mondi, ma è anche diventata una parte importante di alcune versioni moderne dell'interpretazione di Copenaghen basate sulle storie consistenti. La decoerenza quantistica non descrive l'effettivo collasso della funzione d'onda, ma spiega la conversione delle probabilità quantistiche (che esibiscono effetti di interferenza) nelle probabilità classiche. Si veda, ad esempio, Zurek, Zeh e Schlosshauer.
La situazione attuale si sta chiarificando, come viene descritta in un articolo del 2006 di Schlosshauer riportato di seguito:
As it is well known, [many papers by Bohr insist upon] the fundamental role of classical concepts. The experimental evidence for superpositions of macroscopically distinct states on increasingly large length scales counters such a dictum. Superpositions appear to be novel and individually existing states, often without any classical counterparts. Only the physical interactions between systems then determine a particular decomposition into classical states from the view of each particular system. Thus classical concepts are to be understood as locally emergent in a relative-state sense and should no longer claim a fundamental role in the physical theory.»
Come è noto, [molti articoli di Bohr insistono su] il ruolo fondamentale dei concetti classici. L'evidenza sperimentale per la sovrapposizione di stati macroscopici distinti su scale di lunghezza via via più grandi contrastano tale asserto. Le sovrapposizioni paiono stati nuovi ed esistenti individualmente, spesso senza alcuna controparte classica. Solo le interazioni fisiche tra sistemi quindi determinano una particolare scomposizione negli stati classici dal punto di vista di ogni particolare sistema. Pertanto, i concetti classici sono da comprendersi come emergenti localmente in un senso di "stato relativo" e non dovrebbero più avere un ruolo fondamentale nella teoria fisica.»
Un quarto approccio è rappresentato dai modelli del collasso oggettivo. In tali modelli, l'equazione di Schrödinger è modificata e contiene termini non lineari. Queste modifiche non lineari sono di natura stocastica e portano a un comportamento che per gli oggetti quantistici macroscopici, come elettroni o atomi, è incommensurabilmente vicino a quella data dall'equazione di Schrödinger solita. Per gli oggetti macroscopici, la modifica non lineare diventa importante e induce il collasso della funzione d'onda. I modelli di collasso oggettivo sono teorie effettive. Si pensa che la modifica stocastica abbia origine da un qualche campo non quantico esterno, ma la natura di questo campo è ignota. Un possibile candidato è l'interazione gravitazionale come definita nei modelli di Diósi e di Penrose. La principale differenza dei modelli di collasso oggettivo paragonati agli altri approcci è che fanno previsioni falsificabili che differiscono dalla meccanica quantistica standard. Gli esperimenti si stanno già avvicinando al regime di parametri in cui queste previsioni possono essere testate.